# London Stock Exchange Group
London Stock Exchange Group Plc, conosciuto anche come LSEG, è un fornitore globale di dati, mercati finanziari e infrastrutture. Con sede a Città di Londra, Regno Unito. Possiede il London Stock Exchange (su cui è anche quotata), Refinitiv, LSEG Technology, FTSE Russell, e partecipazioni di maggioranza in LCH e Tradeweb.

## Descrizione
Il Gruppo, principale piazza finanziaria d’Europa, opera sui mercati regolamentati e gestiti da London Stock Exchange e Borsa Italiana nonché sulle piattaforme di reddito fisso MTS e Turquoise, piattaforma azionaria pan-europea della quale detiene la maggioranza del capitale insieme ad altre 12 banche d’affari.
LSEG è, inoltre, attivo nei servizi di post trade e gestione di rischio, tramite Cassa di Compensazione & Garanzia, Monte Titoli e CSD. 
Xavier Rolet ne è il CEO mentre Donald Brydon il Presidente. Nel consiglio di amministrazione siedono, inoltre, Raffaele Jerusalmi – CEO di Borsa Italiana – in qualità di Executive Director e Andrea Sironi, quale consigliere indipendente.
Nel marzo del 2016, London Stock Exchange Group ha annunciato la propria fusione con Deutsche Borse.
Il 28 Settembre 2016, la Commissione europea ha annunciato di avere aperto un'inchiesta sulla proposta fusione, per evitare di mettere in pericolo la libera concorrenza in un settore cruciale del mondo finanziario.
Il 29 Marzo 2017, dalla Commissione europea arriva lo stop alla proposta di fusione tra la borsa di Londra e la borsa di Francoforte. Troppo grandi le preoccupazioni legate all’operazione, con le richieste avanzate dall’esecutivo comunitario per fugare i dubbi che non sono state soddisfatte. La fusione «avrebbe ridotto in maniera significativa la concorrenza creando un monopolio di fatto in un settore cruciale», spiega il commissario europeo per la Concorrenza Margrethe Vestager..
La fusione avrebbe dovuto essere realizzata attraverso la creazione di una holding di diritto britannico per l'acquisizione del London Stock Exchage Group. A seguito del completamento della fusione, Deutsche Borse avrebbe detenuto il 54,4% del capitale del nuovo mercato originato dall’operazione, mentre al London Stock Exchange Group sarebbe rimasto il controllo del 45,6%.
Al 26 settembre 2018, gli azionisti in possesso di una quota pari ad almeno il 3% del capitale azionario erano:
- QIA 10.3% (rispetto al 20.86% del 2007[11]);
- BlackRock Inc., 6.9%;
- The Capital Group Companies Inc., 6.8%;
- Lindsell Train Limited, 5%[12].

Al 12 dicembre 2017, il fondo d'investimento britannico Egerton Capital deteneva una quota azionaria pari al 2.8% di LSE.
Nell'aprile 2021 Borsa Italiana S.p.A. è stata venduta ad Euronext, in cordata con Intesa Sanpaolo e Cassa Depositi e Prestiti attraverso la controllata Cdp Equity, per 4,44 miliardi di euro. Con l'aggregazione tra Euronext e Borsa Italiana è così nata la prima piazza di quotazione azionaria in Europa, con oltre 1.800 società quotate.